# Cordulegaster dorsalis
Cordulegaster dorsalis är en trollsländeart. Cordulegaster dorsalis ingår i släktet Cordulegaster och familjen kungstrollsländor.

## Underarter
Arten delas in i följande underarter:
- C. d. deserticola
- C. d. dorsalis

## Bildgalleri

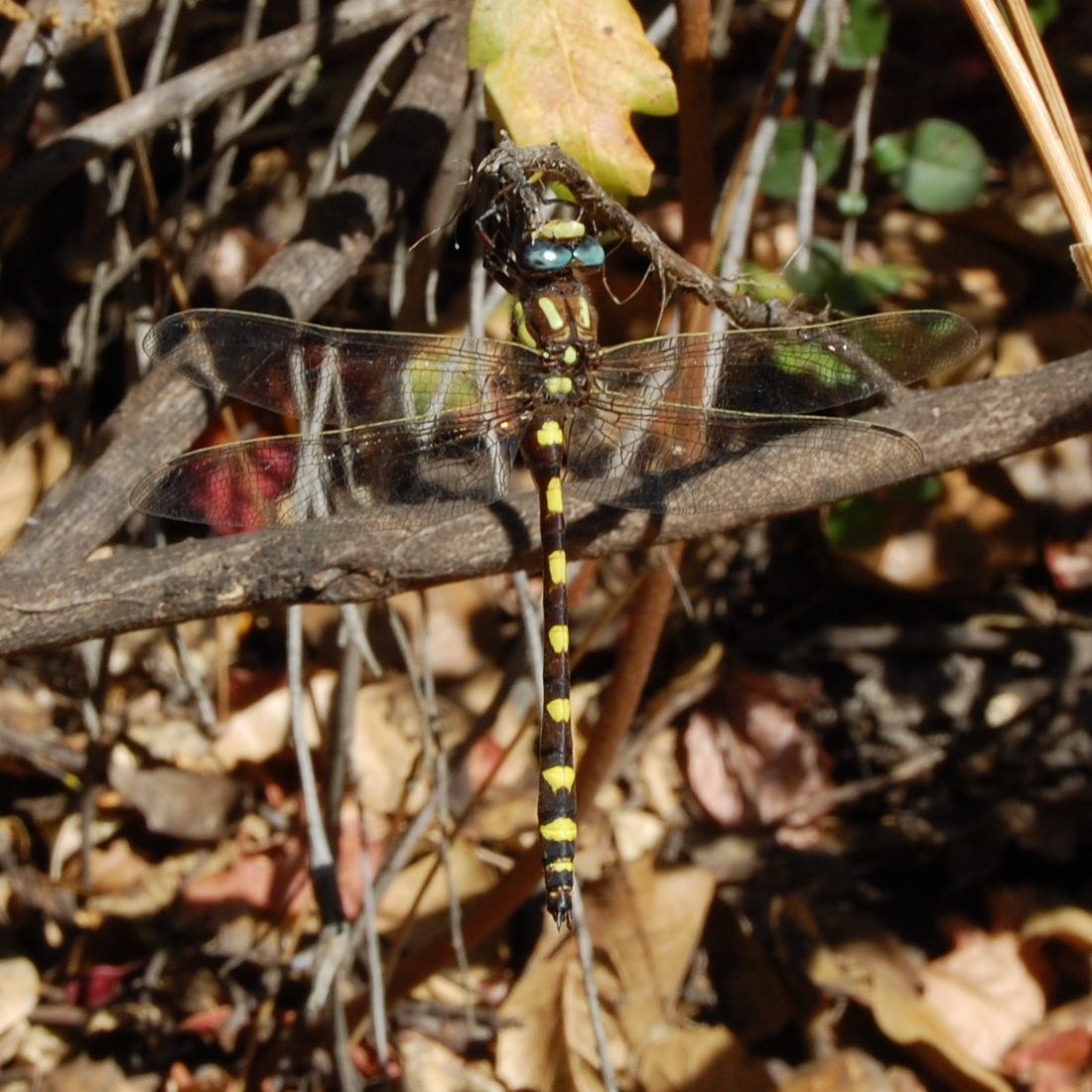